# كريستوفر هوب
كريستوفر هوب (بالإنجليزية: Christopher Hope)‏ هو صحفي وكاتب وشاعر جنوب أفريقي، ولد في 26 فبراير 1944 في جوهانسبرغ في جنوب أفريقيا.